# أليس كوتشمان
أليس كوتشمان (بالإنجليزية: Alice Coachman)‏ ديفيس (9 نوفمبر – 14 يوليو 2014) هي لاعبة رياضية أمريكية متخصصة في القفز العالي، وكانت أول امرأة سوداء تفوز بميدالية أولمبية ذهبية.

## سيرتها الذاتية

### الطفولة والتعليم
وُلدت أليس كوتشمان يوم 9 نوفمبر 1923 في ألباني، جورجيا. وكانت الطفلة الخامسة في عائلة فريد وإيفلين كوتشمان المكونة من عشرة أطفال. ولم تتمكن كوتشمان من الدخول لمرافق التدريب الرياضية أو المشاركة في الأنشطة الرياضية المنتظمة بسبب لون بشرتها. وأضيف كونها لاعبة رياضية انثى في فترة انتشرت فيها معارضة شديدة لمشاركة النساء في المجال الرياضي إلى عوائق التدريب العديدة التي منعتها من ممارسة الرياضة. لذلك، كانت تتدرب باستخدام الوسائل المتاحة لها، كالركض حافية القدمين على طريق ترابي بقرب منزلها واستخدام أدوات منزلية الصنع للتدرب على قفزاتها.
التحقت كوتشمان بمدرسة مونرو ستريت الابتدائية، حيث تلقت فيها التشجيع من كورا بيلي، معلمتها في الصف الخامس، وعمتها كاري شبري على الرغم من تحفظات والديها. والتحقت عند تسجيلها في مدرسة ماديسون الثانوية عام 1938 بفريق الركض وعملت مع هاري لاش لتطوير مهاراتها الرياضية.
وفي غضون سنة واحدة، حصلت على اهتمام معهد توسكيجي الواقع في مدينة توسكيجي، ألاباما. وفي عام 1939، التحقت بمدرسة توسكيجي الإعدادية في عمر السادسة عشر بعد تلقيها منحة دراسية. وتطلبت منها هذه المنحة ان تعمل وتدرس وتتدرب في الوقت نفسه، وذلك شمل تنظيف المرافق الرياضية وصيانتها ورتق الأزياء الرسمية.
تخرجت كوتشمان بشهادة في الخياطة من معهد توسكيجي في عام 1946. ثم أكملت دراستها في العام التالي في جامعة ولاية ألباني حاصلةً على بكالوريوس العلوم في الاقتصاد المنزلي مع تخصص ثانوي في العلوم عام 1949، وأصبحت بعدها معلمة ومدربة سباقات المضمار والميدان.

### مسيرتها الرياضية
قبل دخولها لمدرسة توسكيجي الإعدادية، تنافست كوتشمان، وهي حافية القدمين، في البطولات النسائية الوطنية التابعة للاتحاد الرياضي للهواة وكسرت الأرقام القياسية للقفز العالي على المستوى الوطني ومستوى الكلية. كان أسلوبها الاستثنائي في القفز مزيج من القفز المستقيم وتقنيات القفز الغربية.
سيطرت كوتشمان على بطولة القفز العالي الخارجي التابعة للاتحاد الرياضي للهواة من عام 1939 وحتى عام 1948، فائزةً بعشر بطولات وطنية متتالية. وإلى جانب إنجازاتها في القفز العالي، فازت ببطولات وطنية في سباق الخمسين متر، وسباق المئة متر، وسباق الأربع مئة متر مع فريق التتابع وهي مازالت طالبة في معهد توسكيجي. وخلال الفترة نفسها، فازت كوتشمان بثلاث من بطولات المؤتمر بدور مدافعة لفريق توسكيجي النسائي لكرة السلة.
وعلى الرغم من أنها كانت في جوهر نجاحها، لم تستطع كوتشمان ان تشارك في الألعاب الأولمبية في كلا العامين 1940 و1944 لأنها إلغيت بسبب الحرب العالمية الثانية. ومن رأي الكاتب الرياضي اريك وليامز «لو انها شاركت في تلك الألعاب الأولمبية الملغية لخطفت الأنظار كأفضل لاعبة رياضية في التاريخ».
أول فرصة حصلت عليها كوتشمان للتنافس في حدث عالمي كان خلال الألعاب الأولمبية 1948 في لندن.
تم تأهيلها للانضمام للفريق الأولمبي الأمريكي بعد قفزتها العالية ذي 5 أقدام و4 بوصات، كسرت فيه الرقم القياسي السابق ذو الستة عشر سنة باختلاف ¾ بوصة.
وفي نهائيات القفز العالي للألعاب الأولمبية الصيفية لعام 1948، قفزت كوتشمان لمسافة 1.68 متر (5 أقدام و6⅛ بوصة) من أول محاولة. ثم حققت منافستها من بريطانيا العظمى دوروثي تايلر الرقم نفسه ولكن بعد محاولتها الثانية.
كانت كوتشمان الامرأة الأمريكية الوحيدة الفائزة بميدالية اولمبية ذهبية في ألعاب القوى لعام 1948، وتلقت مداليتها من الملك جورج السادس. وأصبحت كوتشمان من المشاهير عند عودتها إلى الولايات المتحدة بعد الأولمبياد. وبعد وقت قصير من لقائها بالرئيس هاري ترومان والسيدة الأولى السابقة إليانور روزفلت، تم تكريمها بمسيرات من أتلانتا إلى ألباني وأقام كونت باسي حفلة من أجلها.
وفي عام 1952، أصبحت أول امرأة أمريكية أفريقية توقع عقداً للترويج لمنتج عالمي عندما أصبحت المتحدثة الرسمية باسم شركة كوكاكولا والتي وضعتها وبشكلٍ بارز في اللوحات الإعلانية بجانب الفائز الأولمبي لعام 1936 جيسي أوينز. وفي مسقط رأسها، سميت مدرسة أليس كوتشمان الابتدائية على شرفها.

### حياتها بعد الرياضة
انتهت مسيرة كوتشمان الرياضية عندما بلغت الرابعة والعشرين، وكرست بقية حياتها للتعليم وبرنامج الهيئة الوظيفية.
توفت كوتشمان في ألباني، جورجيا يوم 14 يوليو 2014 بسبب سكتة قلبية بعد معاناتها من مشاكل تنفسية. وقبل وفاتها بعدة شهور، أصيبت بسكتة دماغية وتلقت علاجها في دار لرعاية المسنين. 
كان لديها طفلين من زواجها الأول من ان. اف. ديفيس والذي انتهى بالطلاق، أما زوجها الثاني، فرانك ديفيس، فقد فارق الحياة قبلها.

### بصماتها
في عام 1979، أُضيفت كوتشمان لقاعة جورجيا الرياضية للمشاهير. وخلال الألعاب الأولمبية الصيفية لعام 1996 في أطلنطا، تم تكريم كوتشمان كواحدة من أفضل 100 لاعب أولمبي. وفي عام 1998، أصبحت عضواً فخرياً في النادي النسائي الفا كابا الفا.
وفي عام 2002، تم تكريمها باختيارها لشهر تاريخ المرأة من قبل مشروع التاريخ القومي للنساء. واُضيفت أيضاً لقاعة المضمار والميدان الأمريكية للمشاهير في عام 1975، وقاعة الولايات المتحدة الأولمبية للمشاهير عام 2004.
حظيت كوتشمان بالاعتراف لفتحها الباب لنجوم المضمار الأمريكيين الأفريقيين المستقبلين مثل ايفلين اشفورد وفلورنس جريفيث جوينر وجاكي جوينر كيرسي.
وفي الواقع، منذ ظهورها كبراعة اولمبية، أصبحت أغلبية أعضاء فريق المضمار والميدان الأولمبي الأمريكي من النساء السود. وقالت: «أظن أنني فتحت المجال لهم جميعاً» وأكملت قائلة: «سواء كانوا يظنون ذلك أم لا، يجب أن يظهروا الامتنان لشخص رغم انتماءه للعرق الأسود استطاع تحقيق هذا كله».

## روابط خارجية
- أليس كوتشمان على موقع الاتحاد الدولي لألعاب القوى (الإنجليزية)
- أليس كوتشمان على موقع الاتحاد الأمريكي لسباقات المضمار والميدان (الإنجليزية)
- أليس كوتشمان على موقع الاتحاد الأمريكي لسباقات المضمار والميدان، قاعة المشاهير (الإنجليزية)
- أليس كوتشمان على موقع اللجنة الأولمبية الدولية (الإنجليزية)
- أليس كوتشمان على موقع أوليمبيديا (الإنجليزية)
- أليس كوتشمان على موقع قاعة جورجيا للمشاهير الرياضية (مؤرشف) (الإنجليزية)